# صول (الصومال)
صول هو إقليم يقع في شرق صوماليلاند، عاصمته الإقليمية هي مدينة لاس عانود. تشتهر المنطقة تاريخياً بكونها مقراً لحركة دولة الدراويش المناوئة للاستعمار. 
يحد صول غرباً تجدير وشمالاً سناج وشرقا نجال. إقليم صول هو من أكبر أقاليم الصومال، وتبلغ مساحته 200.00 كم2.
وينقسم الإقليم إلى قسمين : قسم يسمى هود وقسم يسمى نجال. وتُعد بوعمى من أبرز البلدات بهذا الإقليم.
يتنازع على صول كل من: 
- جمهورية أرض الصومال، والمعروفة دولياً بكونها جزء من الصومال.
- منطقة أرض البنط ذات الحكم المستقل في شمال الصومال
- الحركة الاتحادية الصومالية الشمالية، وهي مجموعة اتحادية محلية تهدف لإنشاء إدارة محلية لها تجمع صول وSanaag وCayn (اختصاراً: SSC).

## المناخ
مناخ إقليم صول معتدل في الصيف وبارد في الشتاء.

## الجغرافيا
الإقليم له هضاب وأودية كثيرة يمتاز به في الجنوب. الإقليم له أرض مسطحة وفي الشمال فيه الأودية والهضاب.